# 自転車通勤

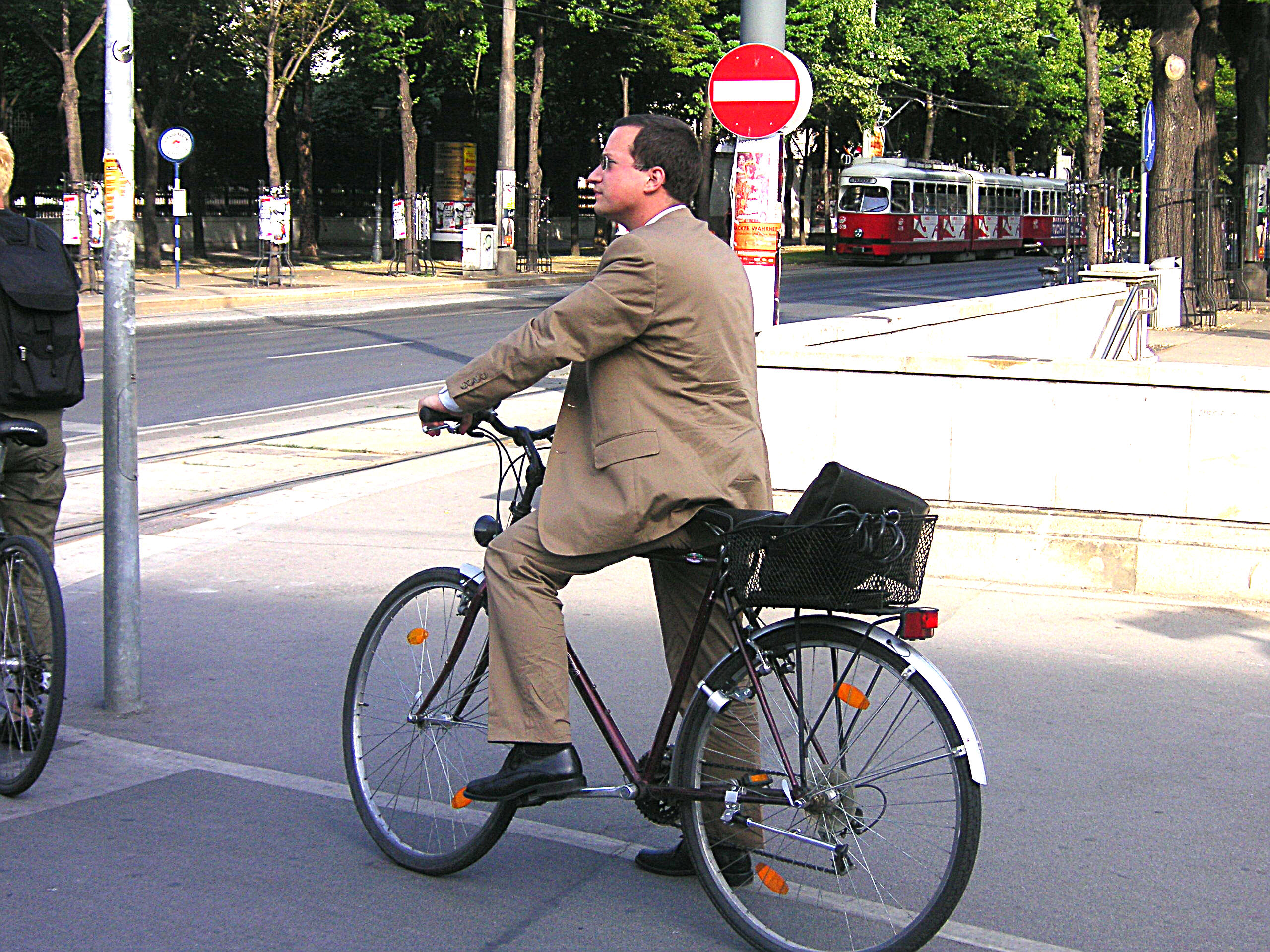
スーツ姿のライダー

自転車通勤（じてんしゃつうきん）とは、通勤の交通手段に自転車を用いることを指す。自宅から最寄の鉄道駅・バス停留所まで自転車を使い、そこから公共交通機関で通勤することも含む場合があるが、本項ではこれを除いたものを扱う。
近年では自転車愛好家を中心にジテツウ、ジテツーまたはチャリ通などと略したり、自転車通勤者を自転車ツーキニストと呼称する者もいる。

## 自転車通勤奨励策
ヨーロッパ諸国やアメリカでは、国家や都市自治体が自転車通勤について推進策の策定や数値目標の設定をしている例がある。日本国内にも、自転車通勤を推奨する例が見られる。

### 名古屋市役所の自転車通勤手当
2001年3月、名古屋市役所は職員の通勤手当改革を実施した。
- 自転車通勤者の手当を従来の2倍に、5キロメートル未満の自動車通勤者の手当を半額にした。
- 5キロメートル未満の場合新制度では、自転車なら月4000円、自動車なら月1000円の手当が支給される。

この結果、自転車利用者は392人増加、自家用車利用者は833人減少した。
この改革は、環境都市の確立を目指し、短距離自動車通勤の抑制と自転車利用の促進を図ったもので、金銭面だけでなく環境への貢献という心理的な後押しも効果を発揮したとみられている。環境を意識した施策であるが、発案は直接環境関連業務に従事しているわけではない給与課によるもので、給与課は異動時期になると健康のためにもなるとPRしている。また職員用シャワールームの設置など設備面の整備も進んだ。

### シマノ
自転車部品最大手のシマノでは、通勤手当を自転車の種類によって月2600円から5000円までの範囲で支給している。社員の3割が自転車で通勤する。駐輪場には常に300台以上並び、警備員も配置され、その2階には風呂も完備している。

### ゴールドウイン
ゴールドウインは、2010年3月29日から、新たな社内制度として、自転車通勤の運用を開始した。